# Tanja Busse

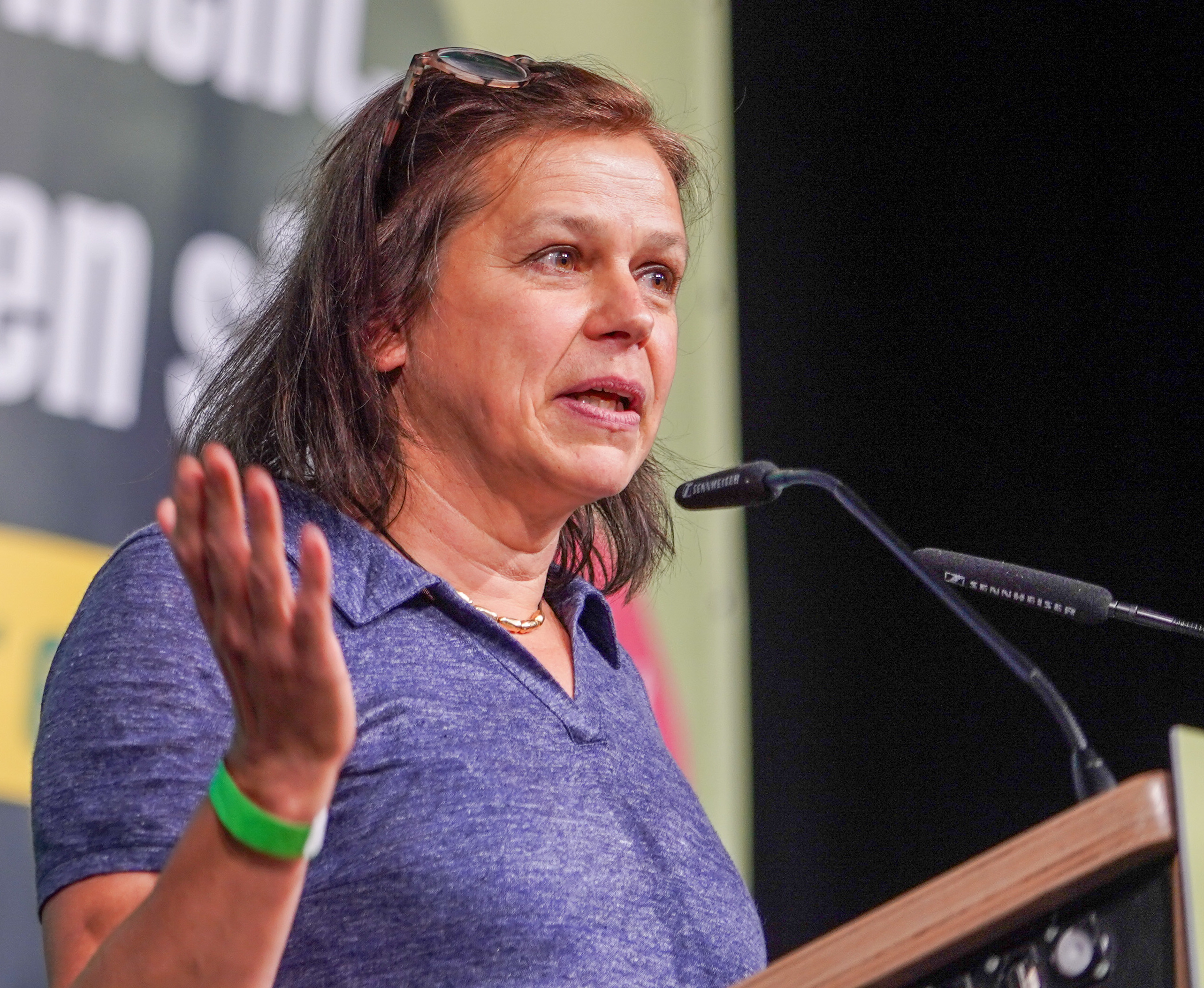
Tanja Busse (2021)

Tanja Busse (* 14. September 1970 in Eversen) ist eine deutsche Journalistin und Autorin.

## Leben
Sie wuchs auf dem elterlichen Bauernhof in Eversen im Kreis Höxter auf und besuchte das Städtische Gymnasium in Steinheim. Danach studierte sie Journalismus an der Universität Dortmund sowie Philosophie in Bochum und Pisa. 1999 wurde sie in Dortmund promoviert mit einer Dissertation zum Thema „Weltuntergang als Erlebnis. Apokalyptische Erzählungen in den Massenmedien vor der Jahrtausendwende“. Busse hat für mehrere deutschsprachige Zeitungen gearbeitet, wie die Neue Westfälische und Die Zeit, und ist nun freie Journalistin und Autorin.
Das Volontariat absolvierte sie beim WDR, wo sie als Moderatorin und Redakteurin bei WDR 3 und WDR 5 tätig ist.

## Auszeichnungen
- 2009: Reiner-Reineccius-Medaille für Querdenker und Pioniere der Stadt Steinheim
- 2010: Journalistenpreis Bio
- 2017: Salus-Medienpreis
- 2018: Wertewandel-Preis des Deutschen Tierschutzbundes
- 2024: Wissensbuch des Jahres für Der Grund

## Schriften
- Weltuntergang als Erlebnis. Apokalyptische Erzählungen in den Massenmedien. DUV, Wiesbaden 2000, ISBN 3-8244-4438-0 (= Dissertation Universität Dortmund 1999)
- Melken und gemolken werden. Die ostdeutsche Landwirtschaft nach der Wende. Ch. Links Verlag, Berlin 2001, ISBN 3-86153-234-4
- (Hrsg. mit Tobias Dürr) Das neue Deutschland. Die Zukunft als Chance. Aufbau Verlag, Berlin 2003, ISBN 3-351-02553-X
- Die Einkaufsrevolution. Konsumenten entdecken ihre Macht. Karl Blessing Verlag, München 2006, ISBN 3-89667-312-2
- Die Ernährungsdiktatur. Warum wir nicht länger essen dürfen, was uns die Industrie auftischt. Karl Blessing, München 2010, ISBN 978-3-89667-420-3.
- Die Landwirtschaft der DDR. Eine Erfolgsgeschichte über die Wende hinaus? Edition Berolina, Berlin 2014, ISBN 978-3-86789-821-8.
- Die Wegwerfkuh. Wie unsere Landwirtschaft Tiere verheizt, Bauern ruiniert, Ressourcen verschwendet und was wir dagegen tun können. Blessing, München 2015, ISBN 978-3-89667-538-5.
- Das Sterben der anderen. Wie wir die biologische Vielfalt noch retten können. Blessing, München 2019, ISBN 978-3-89667-592-7.
- Christiane Grefe, Tanja Busse: Der Grund – Die neuen Konflikte um unsere Böden – und wie sie gelöst werden können. Verlag Antje Kunstmann GmbH, München 2024, ISBN 978-3-95614-585-8.